# Na Hye-sok
Na Hye-sok (18 de abril de 1896 - 10 de dezembro de 1948) foi uma artista, poeta, escritora, pintora, professora e ativista do feminismo liberal coreana. Seu pseudônimo era Jeongwol. Foi a primeira mulher profissional de pintura e escritora feminista na Coreia. Tornou-se bastante conhecida como feminista pela sua crítica contra a instituição do casamento no início do século XX.
Na Hye-Sok nasceu em 1896, em Suwon, província de Gyeonggi e foi a quarta descndente de um casal de família rica. Ela foi chamada Agi e Myeong-soon em sua infância. Hye-sok é o nome que lhe foi dado quando começou a frequentar a Escola Secundária Jin Myeong. Ela demonstrou seu talento artístico desde cedo e formou-se no topo da sua classe. Incentivada por seu irmão, entrou na faculdade e estudou pintura ocidental, quando se pensava impossível para uma mulher na sociedade coreana da época. [carece de fontes?]

## Carreira

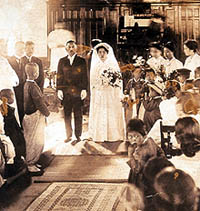
Casamento de Na Hye-sok e Kim Woo-young (1920)

Criou algumas das primeiras pinturas ocidentais na Coreia, e publicou romances e contos feministas. Sua principal obra escrita, "Kyonghui" (Hangul : 경희 ), publicado em 1918, diz respeito a uma mulher auto-descoberta e sua posterior busca de sentido na vida como uma "nova mulher"; é a primeira história feminista na literatura coreana.
Após sua formatura na Escola de Meninas Jin Myeong em 1913, Na Hye formou-se em pintura a óleo ocidental no Colegio de Artes de Tóquio. Em abril de 1915, Na Hye tornou-se a principal organizadora da Associação de Estudantes femininas coreanas no Japão. Foi nessa época que ela se apaixonou por Ch'oe Sung-gu, um estudante da Universidade de Keio e em seguida editor da revista "Hakchigwang". A relação entre Na Hye e Ch'oe foi muito divulgada entre os estudantes coreanos no Japão, pela estreita associação literária e pessoal. [carece de fontes?]
Na primavera de 1915, o pai de Na Hye a convocou de volta para casa e a pressionou aceitar uma proposta de casamento de uma família bem estabelecida; Na Hye foi capaz de escapar a esta pressão encontrando um cargo de professora em uma escola primária. Após um ano de ensino e poupar dinheiro para a sua aula, Na Hye retornou para Tóquio no final de 1915 para retomar seus estudos. Em abril de 1916, no entanto, Ch'oe Sung-gu morreu de tuberculose, e Na teve que interromper temporariamente seus estudos enquanto se recuperava de um colapso mental.
Em 1920, Na Hye-sok, junto com Kim Won-ju e outras dez pessoas, criaram a revista literária P-yeho.
No início dos anos 1920, tanto Kim e Na Hye contribuiram com uma série de artigos para a primeira revista para mulheres coreanas, chamada "Sinyoja" ("New Woman"), sobre o tema da melhoria da roupa das mulheres da Coreia. Defendiam uma roupa mais funcional e prática para as mulheres coreanas para ajudar a melhorar a sua higiene, saúde e auto-imagem, e denunciavam os vestidos tradicionais coreanos por serem projetadas sem qualquer consideração para o conforto físico, proteção e conveniência da mulher.
Apesar do divórcio e da má reputação pela infidelidade, Na continuou pintando e ganhou o prêmio especial 10th Joseon Art Exhibition em 1931. Ela também publicou a obra intitulada "A Divorce Confession" (em tradução livre "Uma confissão de divórcio"),  na revista Samcheolli, em 1934. Expondo como a moral e a tradição coreana endossa a desigualdade de gênero. Ela desafiou o patriarcado e a mentalidade masculina da sociedade coreana daquele tempo. Em "A Divorce Confession", criticou a repressão à sexualidade feminina, atestando que seu ex-marido era incapaz de satisfazê-la sexualmente, ele também se recusava a discutir o problema; e, por fim, ela defendeu a ideia de "teste de casamento", onde um casal viveria juntos antes do casamento para evitar uma união infeliz. Esta obra arruinou a carreira de Na Hye-sok, pois suas opiniões eram consideradas chocantes para a tradicional cultura coreana. Não conseguindo mais vender quadros, ensaios e histórias, a artista empobreceu e passou seus últimos anos vivendo da caridade dos mosteiros budistas. Uma consequência dessa negligência foi que hoje é difícil verificar quais obras são da autora, que é considerada uma das grandes pintoras da Coreia.[carece de fontes?]

## Vida pessoal
Em 10 de abril de 1920, casou com Kim Woo-young, no Jeongdong hall, em Seul. Em 1927, Na Hye-sok e seu marido iniciaram uma viagem de três anos pela Europa. Na estudou pintura na França enquanto Kim se tornou diplomata. Quando seu marido não estava em Paris, ela disse ter tido um caso amoroso com Choi Rin, líder do movimento religioso coreano Cheondo-gyo, e tal informação virou notícia para colunas de fofocas da época. O marido de Na Hye-sok se divorciou dela em razão da infidelidade, porem não se sabe se ela realmente foi infiel; seu diário mostra que até os seus trinta e tantos anos, ela se esforçou para permanecer fiel aos tradicionais papéis de esposa e mãe coreana apesar das muitas humilhações e frustrações de seu infeliz casamento. E ela passou a ser estigmatizada como uma mulher que usou suas pretensões artísticas como uma desculpa para abandono sexual. [carece de fontes?]
Morreu sozinha em 10 de dezembro de 1948 em um hospital para mendigos. Não tendo ninguém para cuidar dela nos últimos dias, a localização da sua sepultura ainda é desconhecida. Seu destino foi muitas vezes utilizado para repreender jovens mulher coreanas que tinham ambições literárias ou artísticas; "Você quer se tornar outra Na Hye-sok?" foi uma reprimenda freqüente para as filhas e irmãs mais jovens. No entanto, ela foi recentemente reconhecida na Coreia por suas realizações artísticas e literárias, o Seoul Arts Center abriu uma exposição retrospectiva de seus trabalhos em 2000.

## Obras Literárias

### Livros
- Coleção Na Hye-Seok - 나혜석 작용 집
- Autobiografia de Na Hye-Seok - 나혜석 자서전 (유고
- A Divorce Confession
- Amor grátis - 자유 연애

- Haveninsa View - 해인사 풍광 (기행문)

### Novelas
- Kyuwon - 규원 (閨怨)
- Hyeonsuk - 현숙 (玄 淑)
- Kyeongheui - 경희 (瓊 嬉)
- Jeongsun -  정순